# Ống bọt nước

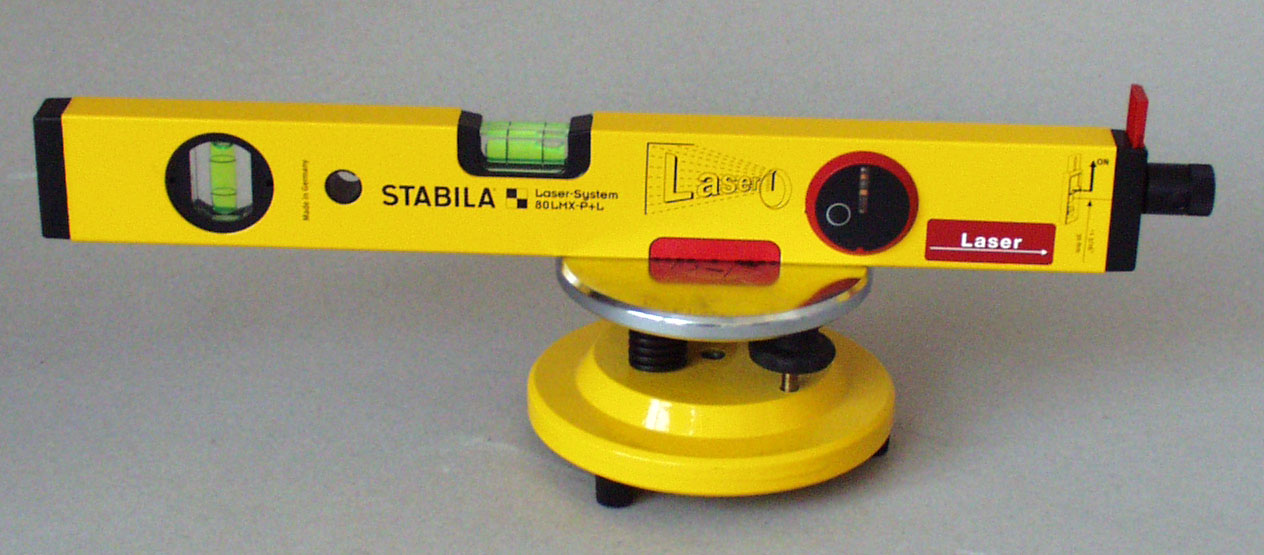
Một ống bọt nước nằm ngang và một ống bọt nước thẳng đứng hiện đại.

Một ống bọt nước, hay ống bọt thủy, ống/cái ni vô (theo từ trong tiếng Pháp niveau), máy thủy chuẩn, thủy bình là một dụng cụ dùng để cho biết một bề mặt trên Trái Đất hay các thiên thể có nằm ngang hay không. Các ống bọt nước có nhiều loại, được dùng trong xây dựng, trắc địa, hay lắp đặt máy móc.
Chúng thường gồm một ống thủy tinh hơi cong, bên trong chứa chất lỏng có màu, không đầy, để lại một chút bọt khí. Chất lỏng có thể là ethanol vì chất này có nhiệt độ đóng băng thấp, −114 °C, giúp cho ống hoạt động trong điều kiện thời tiết lạnh.
Một số ống bọt nước có khả năng cho biết góc nghiêng của bề mặt so với phương ngang hay phương thẳng đứng với độ chính xác vừa phải. Độ chính xác của việc xác định góc nghiêng đo bằng góc cần nghiêng ống để bọt nước di chuyển một vạch. Độ chính xác này có thể đạt tới 5″.

## Nguyên lý

Nguyên lý hoạt động của ống bọt nước.

Ống bọt nước hoạt động dựa vào lực đẩy Ác si mét tác động lên bọt nước trong ống luôn ngược với trọng lực và do đó theo chiều thẳng đứng. Với lực đẩy Ác si mét này, bọt nước sẽ luôn có xu hướng tìm đến vị trí cân bằng ở trên cùng ống nước cong.
Khi ống đặt nằm ngang, vị trí trên cùng này ứng với mốc 0, thường nằm chính giữa ống. Khi ống nằm nghiêng, vị trí cân bằng của bọt nước lệch đi, tùy theo độ nghiêng của ống. Bằng việc so sánh vị trí cân bằng của bọt với mốc 0, có thể suy ra góc nghiêng của ống bọt nước.

## Lịch sử
Ống bọt nước được sáng chế lần đầu bởi Melchisedech Thevenot (sinh khoảng năm 1620 hoặc 1621; mất năm 1692). Thevenot là một khoa học gia nghiệp dư và thuê nhiều nhà khoa học và toán học cho công việc của mình. Ông giàu có và có nhiều mối quan hệ, sau này trở thành Thư viện gia cho Vua Louis XIV của Pháp. Thevenot sáng chế ra ống bọt nước khoảng sau ngày 2 tháng 2 năm 1661. Ngày này có thể được xác định nhờ trao đổi còn lưu lại giữa Thevenot và Christiaan Huygens. Một năm sau, thông tin về dụng cụ mới này đã được nhà sáng chế truyền bá rộng rãi, cho cả Robert Hooke ở Luân Đôn và Vincenzo Viviani ở Florence. Có thể là phải cho tới tận thế kỷ 18 thì dụng cụ này mới được dùng rộng rãi, vì dụng cụ như vậy cổ nhất còn lại ngày nay được chế tạo vào thời kỳ này; tuy nhiên Adrien Auzout đã từng đề nghị Académie Royale des Sciences dùng ống bọt nước của Thevenot cho chuyến khám phá Madagascar năm 1666. Có vẻ như ống bọt nước đã được dùng ở Pháp và nơi khác từ trước thế kỷ 18 nhiều.
Thevenot thường bị nhầm với đứa cháu của mình là Jean de Thevenot, một nhà du lịch (sinh 1633; mất 1667). Có bằng chứng cho thấy cả Huygens và Hooke cũng đều đã nhận họ sáng chế ra dụng cụ này, nhưng thông tin này đã chỉ lưu hành tại quốc gia họ sống.